# 원눗 피롬팍디
원눗 피롬팍디(태국어: วรนุช ภิรมย์ภักดี, 영어: Woranut Bhirombhakdi, 1980년 9월 24일 ~ )는 태국의 배우이다.